# Elecciones presidenciales de Azerbaiyán de 2008
En Azerbaiyán se realizaron elecciones presidenciales el 15 de octubre de 2008 en las cuales Ilham Aliyev obtuvo la reelección, asegurándose la continuidad en su cargo por otros cinco años,, al obtener cerca del 90% de los votos.

## Candidaturas
Además del oficialista Partido Nuevo Azerbaiyán, otros cinco partidos participaron de los comicios: Partido Esperanza de Azerbaiyán, Partido Frente Popular de Azerbaiyán, Gran Creación, Partido de la Igualdad y el Partido Liberal Demócrata. Asimismo, Gulamhuseyn Alibayli se presentó como un candidato independiente.

## Observadores internacionales
La elección fue monitoreada por más de quinientos observadores internacionales, la mayoría de ellos, pertenecientes a la Organización para la Seguridad y la Cooperación en Europa.
El responsable de la misión de monitoreo de la OSCE, Boris Frlec, calificó estos comicios como "un progreso significativo, pero que no pudieron satisfacer todas las expectativas", añadiendo que la contienda no cumplió con la totalidad de los principios de una elección democrática.

## Resultados
Con un 75,64% de participación ciudadana, los resultados fueron los siguientes:
| Candidato            | Partido/Alianza                      | Votos     | %     |
| -------------------- | ------------------------------------ | --------- | ----- |
| Ilham Aliyev         | Nuevo Azerbaiyán                     | 3,232,259 | 88,73 |
| Igbal Aghazade       | Esperanza Azerbaiyán                 | 104,279   | 2,86  |
| Fazil Mustafayev     | Gran Creación                        | 89,985    | 2,47  |
| Gudrat Hasanguliyev  | Partido Frente Popular de Azerbaiyán | 83,037    | 2,28  |
| Gulamhuseyn Alibayli | Candidato Independiente              | 81,120    | 2,23  |
| Fuad Aliyev          | Partido Liberal Demócrata            | 28,423    | 0,78  |
| Hafiz Hajiyev        | Igualdad Moderna                     | 23,771    | 0,65  |